# Bola Shagaya
 (janvier 2023).
Hajia Bola Muinat Shagaya (née le 10 octobre 1959) est une femme d'affaires nigériane et passionnée de mode. Elle est l'une des femmes les plus riches d'Afrique,.

## Biographie

### Jeunesse et famille
Hajia Bola Muinat Shagaya ( MON ) est née le 10 octobre 1959, c'est une magnat des affaires nigériane et passionnée de mode ; et la fille d'Adut Makur une couturière soudanaise et d'Emenike Mobo un fonctionnaire nigérian. Elle est actuellement mariée à Alhaji Shagaya, un magnat des transports basé dans l'État de Kwara, et a six enfants. Sherif Shagaya, Hakeem Shagaya, Deeja Shagaya, Naieema Shagaya, Amaya Roberts Shagaya et Adeena Roberts Shagaya. Ses enfants sont dispersés à travers le monde, faisant grandir l'empire immobilier en Europe et aux États-Unis. Également impliqué dans des participations commerciales et industrielles mineures en Asie et en Australie.  Bola Shagaya est connue pour avoir fait ses études secondaires à la Queens School, Ilorin, et ses études supérieures à l'Université Ahmadu Bello, Zaria et Armstrong College en Californie, où elle a étudié l'économie et la comptabilité.[réf. nécessaire] Bola Shagaya est le fondateur et PDG de Bolmus Group International, un conglomérat avec des participations dans l'immobilier, le pétrole et le gaz, la banque et la photographie. Comme elle est l'une des entrepreneurs les plus prospères au Nigeria et en Afrique, hautement reconnue par Folorunsho Alakija. Contrairement à la plupart des industriels de premier plan, elle a habilement construit sa richesse et son réseau. En reconnaissance de ses vertus exceptionnelles et de son immense contribution à la croissance économique, elle a été reconnue et récompensée à deux reprises par le gouvernement nigérian.

### Carrière
Elle a commencé sa carrière au sein du département d'audit de la Banque centrale du Nigeria avant de se lancer dans des activités commerciales en 1983. Son expérience commerciale a commencé avec l'importation et la distribution de matériel photographique et elle a introduit la marque de matériel photographique Konica sur le marché nigérian et en Afrique de l'Ouest.
Hajia Bola Muinat Shagaya est également le directeur général de Practoil Limited, un des plus grands importateurs et distributeurs d'huile de base au Nigeria, desservant les usines locales de mélange de lubrifiants. Ses entreprises comprennent également d'énormes investissements dans l'immobilier, couvrant les principales villes du pays et comptant plus de trois cents employés.
Elle siège actuellement au conseil d'administration de Unity Bank plc  (anciennement Intercity Bank) depuis plus de huit ans. Elle est également membre du Nepad Business Group – Nigeria récemment inauguré. Hajia Bola Shagaya est mécène de l'Association des créateurs de mode du Nigeria (FADAN) et une passionnée de mode et d'art qui soutient et encourage l'industrie de la mode et de l'art. Elle aime aussi le sport, en particulier le polo. Le 22 juillet 2010, elle a reçu des mains de l'ancien Président de la République fédérale du Nigéria, le Dr Goodluck Ebele Jonathan (GCFR), le titre de Membre de l' Ordre du Niger (MON).
Enquête sur le blanchiment d'argent
Bola Muinat Shagaya fait l'objet d'une enquête de la Commission nigériane des crimes économiques et financiers, EFCC, pour blanchiment d'argent impliquant également Patience Jonathan, l'ancienne première dame du Nigeria,.